# Desamparo aprendido
Desamparo aprendido é um comportamento em que um organismo forçado a suportar estímulos aversivos, dolorosos ou desagradáveis se torna incapaz de evitar (ou não deseja evitar) encontros posteriores com tais estímulos, mesmo que seja possível evitá-los. Presumivelmente, o organismo aprendeu que não pode controlar a situação e, portanto, não toma ações para evitar o estímulo negativo. A teoria do desamparo aprendido é a visão de que a depressão clínica e doenças mentais podem resultar de uma falta de controle percebida sobre o resultado de uma situação. Os organismos que tenham sido ineficazes e menos sensíveis na determinação das consequências do seu comportamento são definidos como tendo adquirido o desamparo aprendido.